# Aeroporto Internazionale Mariscal Sucre
L'Aeroporto Internazionale Mariscal Sucre (IATA: UIO, ICAO: SEQM) è l'aeroporto che serve la città di Quito, il più grande dell'Ecuador, nonché uno dei maggiori in tutta l'America Meridionale in termini di passeggeri trasportati. È situato nei pressi della cittadina di Tababela, a 18 km a est dal centro di Quito. 
È hub per TAME, la compagnia aerea di bandiera dell'Ecuador, con una media 220 voli al giorno.
È stato inaugurato a febbraio 2013 e ha rimpiazzato il vecchio Aeroporto Internazionale Mariscal Sucre. Come il vecchio aeroporto, prende il nome dal venezuelano Antonio José de Sucre, braccio destro di Simón Bolívar ed eroe dell'indipendenza dell'Ecuador.

## Location
La location scelta per la costruzione è stata la località Oyamburo di Tababela, a 18 km ad est di Quito. La scelta fu motivata dal fatto che in prospettiva di un aumento di traffico passeggeri e merci nel futuro, è possibile espandere l'aeroporto con facilità in quanto i terreni circostanti sono liberi da costruzioni, cosa non fattibile nel vecchio aeroporto, dove le case arrivavano fino ai confini con l'aeroporto.